# Matriu d'escaneig electrònic passiu

Animació que mostra com funciona una matriu escanejada electrònicament passiva. Consisteix en una sèrie d'elements d'antena (A) alimentats per un únic transmissor (TX). El corrent d'alimentació de cada antena passa per un desfasador (φ) controlat per un ordinador (C). Les línies vermelles en moviment mostren els fronts d'ona de les ones de ràdio emeses per cada element. Els fronts d'ona individuals són esfèrics, però es combinen (superposen) davant de l'antena per crear una ona plana, un feix d'ones de ràdio que viatgen en una direcció específica θ. Els canviadors de fase retarden les ones de ràdio que pugen progressivament per la línia, de manera que cada antena emet el seu front d'ona més tard que el que hi ha a sota. Això fa que l'ona plana resultant sigui dirigida en un angle θ amb l'antena. L'ordinador pot alterar els canvis de fase per dirigir el feix cap a una nova direcció, molt ràpidament. La velocitat de les ones de ràdio es mostra alentida enormement.

Una matriu d'escaneig electrònic passiu (PESA), també coneguda com a matriu en fase passiva, és una antena en la qual el feix d'ones de ràdio es pot dirigir electrònicament per apuntar en diferents direccions (és a dir, una antena de matriu en fase), en la qual tota l'antena els elements estan connectats a un únic transmissor (com ara un magnetró, un klystron o un tub d'ona viatjant) i/o receptor. L'ús més gran de matrius en fases és als radar. La majoria dels radars de matriu en fase del món són PESA. El sistema d'aterratge de microones civil utilitza matrius només de transmissió PESA.
Un PESA contrasta amb una antena activa de matriu d'escaneig electrònic (AESA), que té una unitat transmissor i/o receptora per a cada element d'antena, tot controlat per un ordinador; AESA és una versió versàtil de segona generació més avançada i sofisticada de la tecnologia de matriu en fase PESA original. També es poden trobar híbrids dels dos, que consisteixen en subbarras que s'assemblen individualment a PESA, on cada subbarra té el seu propi front RF. Mitjançant un enfocament híbrid, els beneficis dels AESA (per exemple, múltiples feixos independents) es poden aconseguir a un cost més baix en comparació amb els AESA reals.
Els sistemes de radar polsats funcionen connectant una antena a un potent transmissor de ràdio per emetre un pols curt de senyal. El transmissor es desconnecta i l'antena es connecta a un receptor sensible que amplifica els ecos dels objectes objectiu. Mitjançant la mesura del temps que triga el senyal a tornar, el receptor del radar pot determinar la distància a l'objecte. Aleshores, el receptor envia la sortida resultant a una pantalla d'algun tipus. Els elements transmissors eren típicament tubs de klystron o magnetrons, que són adequats per amplificar o generar un rang estret de freqüències a nivells de potència elevats. Per escanejar una part del cel, s'ha de moure físicament una antena de radar que no sigui PESA per apuntar en diferents direccions. En canvi, el feix d'un radar PESA es pot canviar ràpidament per apuntar en una direcció diferent, simplement ajustant elèctricament les diferències de fase entre diferents elements de la matriu d'escaneig electrònic passiu (PESA).

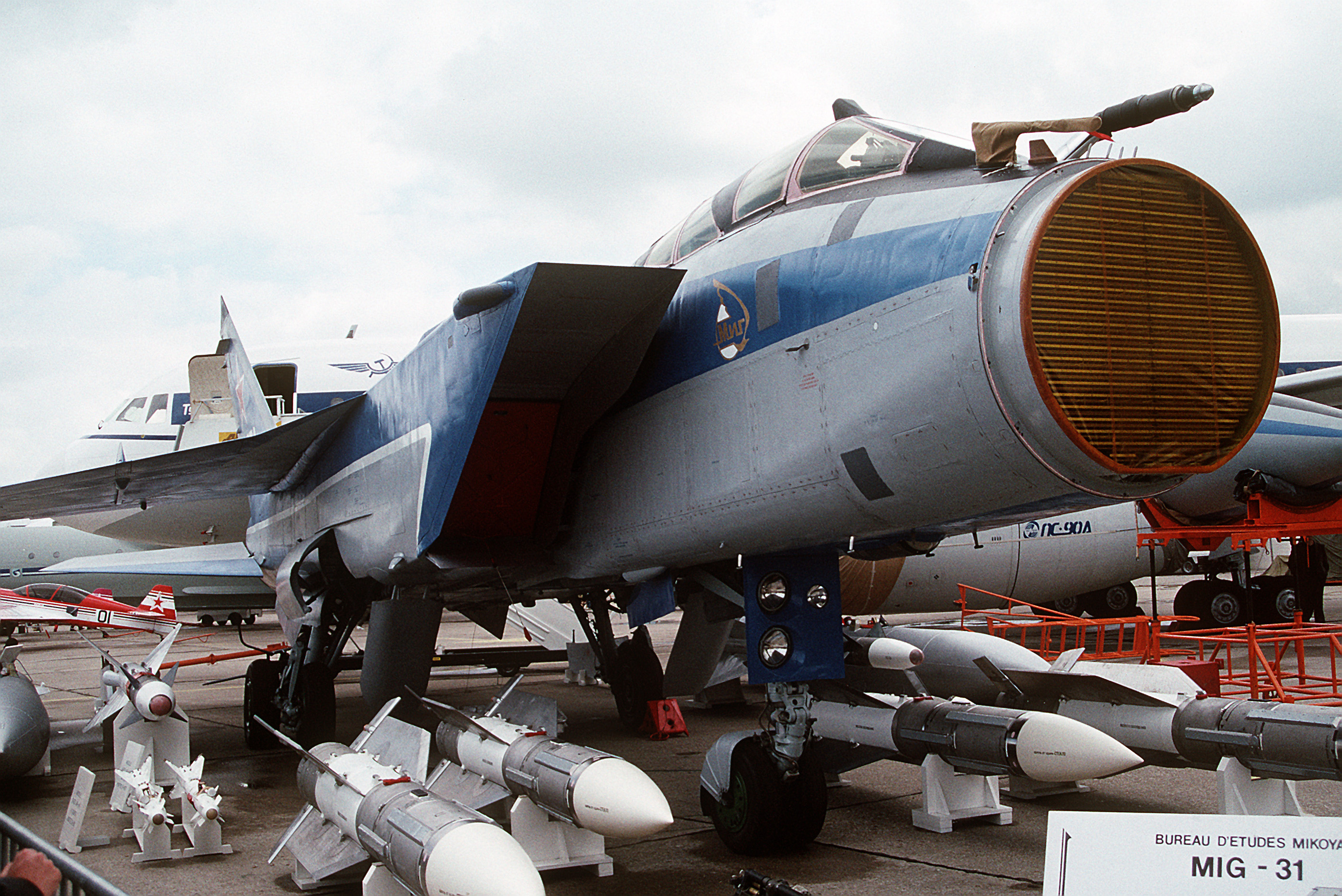
L'avió de combat Mikoyan MiG-31 amb el carenat del morro eliminat, mostrant la seva antena de radar de matriu d'escaneig electrònic passiu Zaslon.

El 1959, DARPA va desenvolupar un radar de matriu en fase experimental anomenat Electronically Steered Array Radar ESAR. El primer mòdul, una matriu lineal, es va completar el 1960. Va formar la base de l'AN/FPS-85.
A partir de la dècada de 1960 es van introduir nous dispositius d'estat sòlid capaços de retardar el senyal del transmissor de manera controlada. Això va conduir a la primera matriu pràctica d'escaneig electrònic passiu a gran escala, o simplement radar de matriu en fase. Els PESA van agafar un senyal d'una sola font, el van dividir en centenars de camins, en van retardar selectivament alguns i els van enviar a antenes individuals. Els senyals de ràdio de les antenes separades es van solapar a l'espai, i els patrons d'interferència entre els senyals individuals es van controlar per reforçar el senyal en determinades direccions i silenciar-lo en totes les altres. Els retards es podrien controlar fàcilment electrònicament, la qual cosa permetia dirigir el feix molt ràpidament sense moure l'antena. Un PESA pot escanejar un volum d'espai molt més ràpid que un sistema mecànic tradicional. Gràcies al progrés de l'electrònica, els PESA van afegir la capacitat de produir diversos feixos actius, cosa que els va permetre continuar explorant el cel alhora que enfocaven feixos més petits en determinats objectius per fer el seguiment o guiar míssils de radar semiactius. Els PESA es van estendre ràpidament en vaixells i grans emplaçaments fixos a la dècada de 1960, seguits pels sensors aerotransportats a mesura que l'electrònica es va reduir.